# Sant'Eusanio Forconese
Sant'Eusanio Forconese är en ort och kommun i provinsen L'Aquila i regionen Abruzzo i Italien. Kommunen hade 393 invånare (2018).